# Spiranthes sinensis
Spiranthes sinensis är en orkidéart som först beskrevs av Christiaan Hendrik Persoon, och fick sitt nu gällande namn av Oakes Ames. Enligt Catalogue of Life ingår Spiranthes sinensis i släktet skruvaxsläktet och familjen orkidéer, men enligt Dyntaxa är tillhörigheten istället släktet skruvaxsläktet och familjen orkidéer. Arten har ej påträffats i Sverige. Inga underarter finns listade i Catalogue of Life.

## Bildgalleri

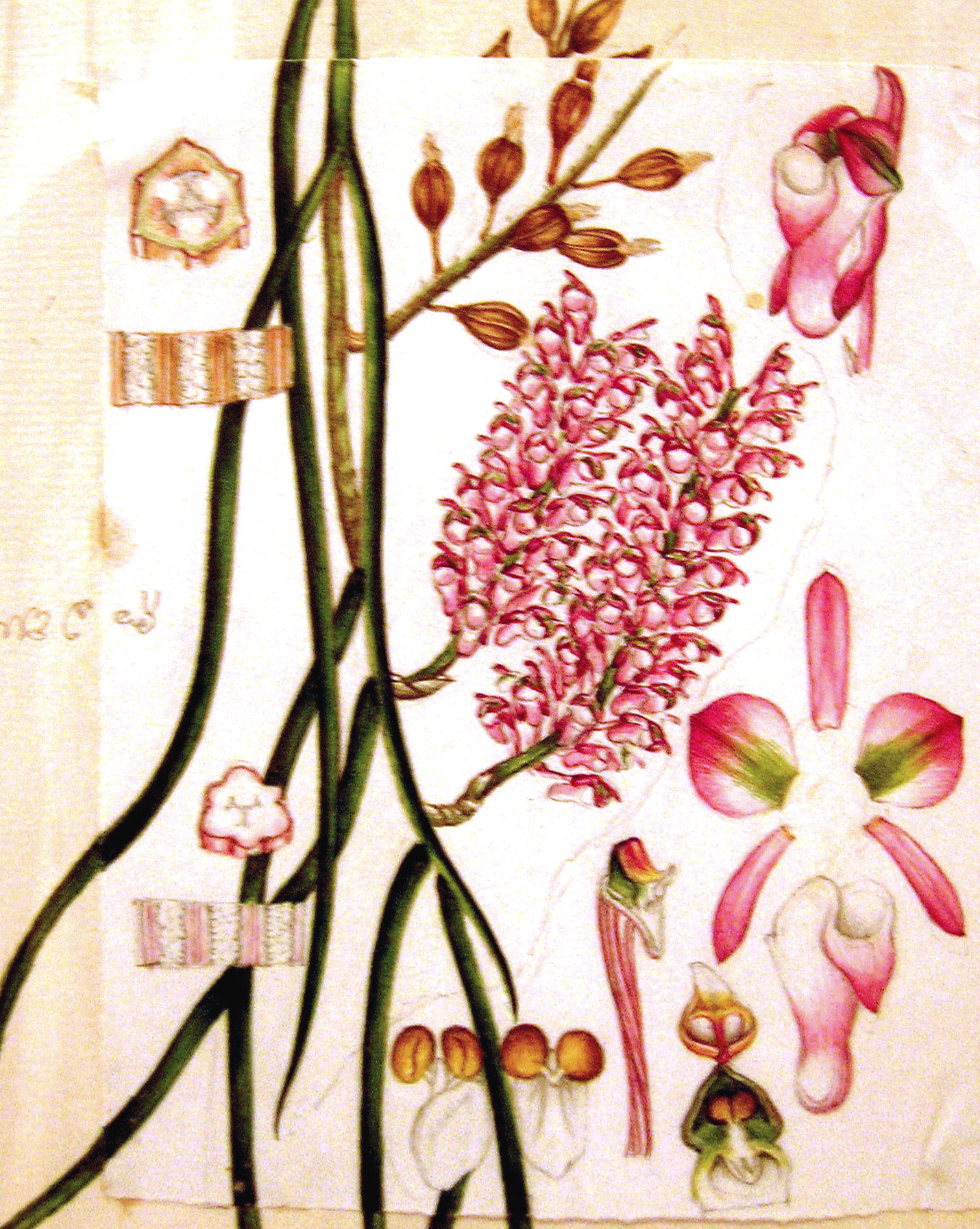
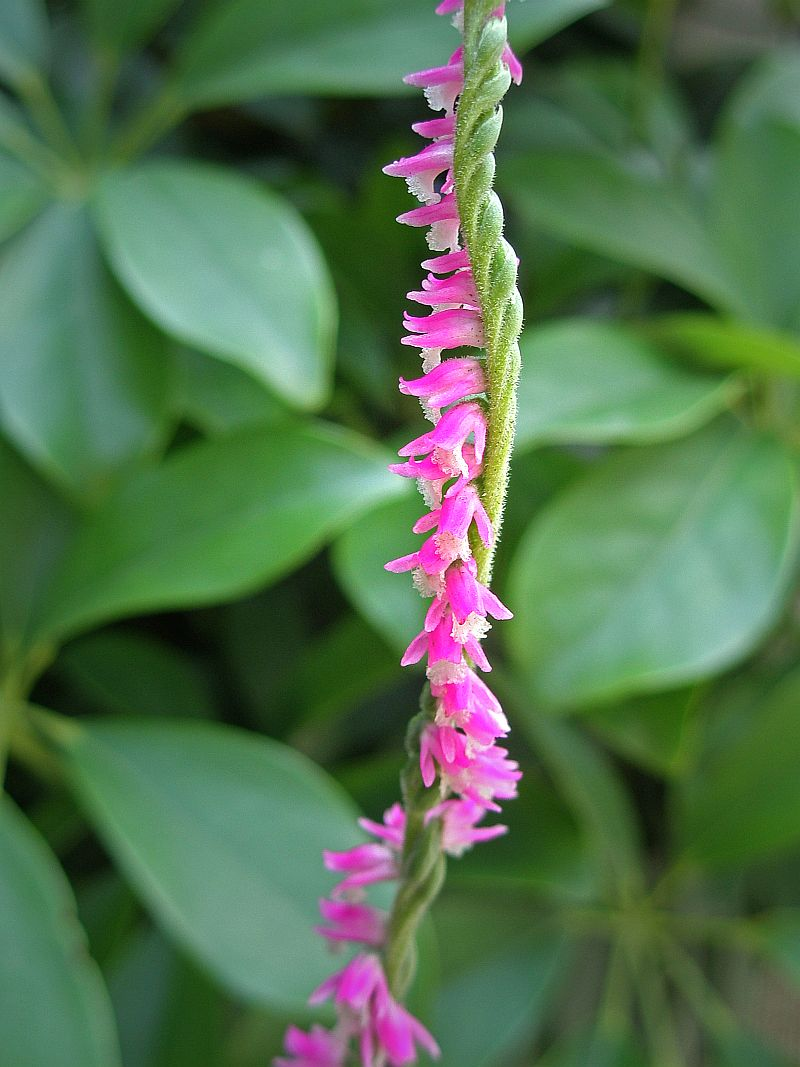
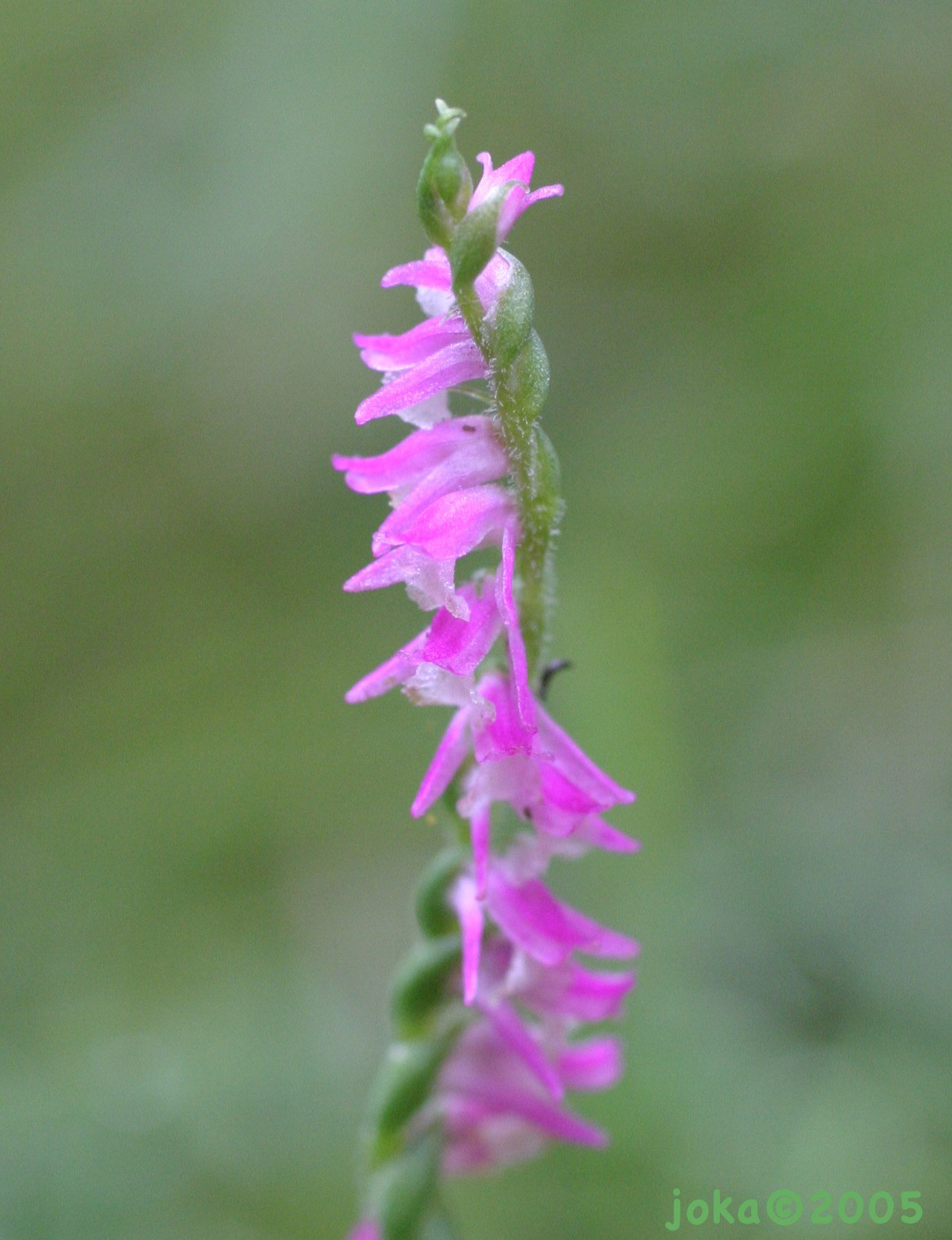
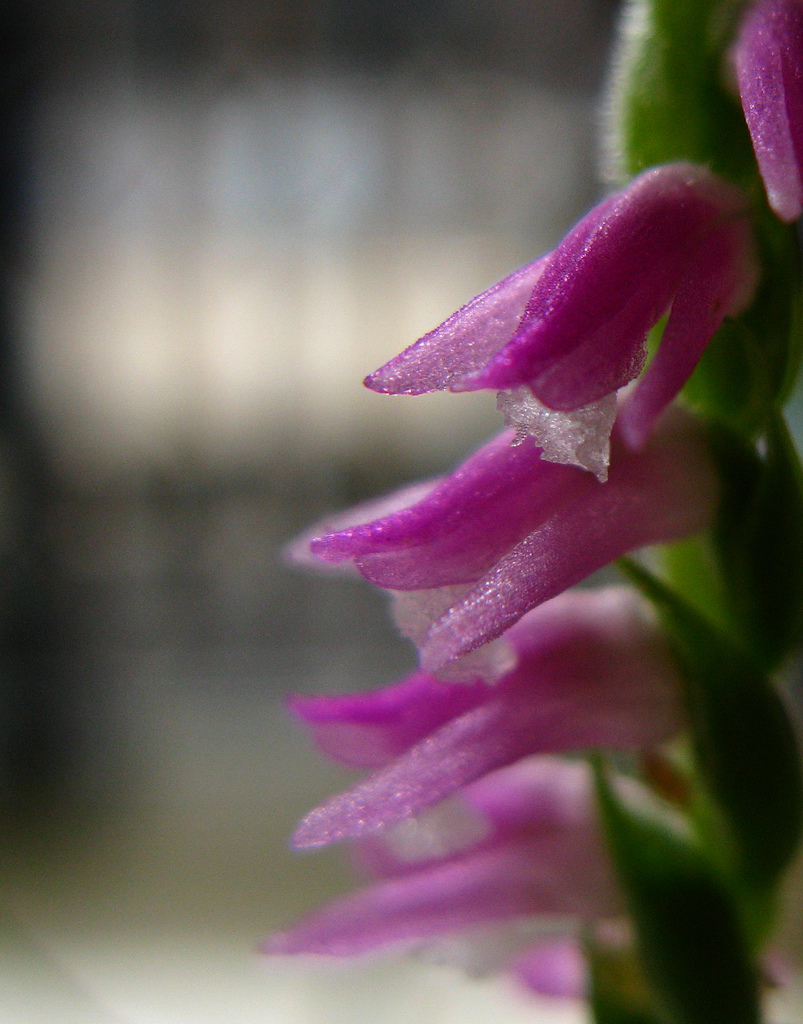
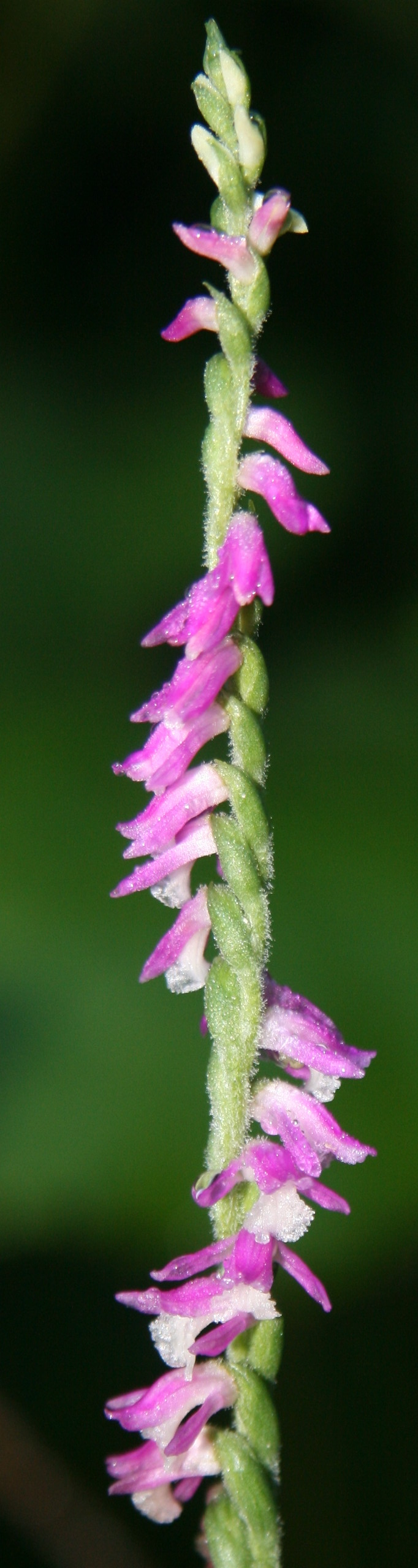
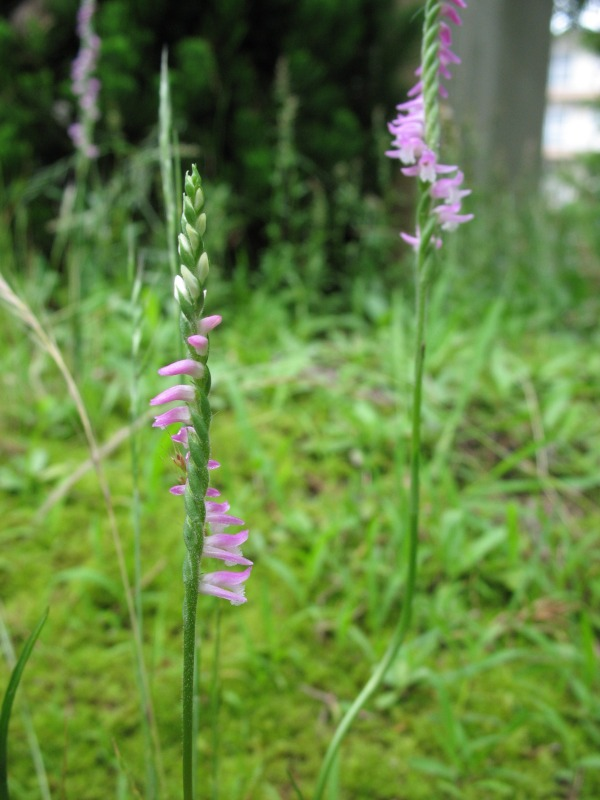